# For Britain Movement
The For Britain Movement (Deutsch: Die für Britannien Bewegung) war eine rechtsextreme Kleinstpartei in Großbritannien, die von Anne Marie Waters gegründet wurde, nachdem sie bei der Wahl zum Vorsitz der UK Independence Party 2017 unterlegen war.

## Geschichte
Die rechtsextreme Aktivistin Anne Marie Waters verließ die UKIP und gründete For Britain, nachdem sie und ihre Anhänger von Henry Bolton und dem ehemaligen Parteichef der UKIP, Nigel Farage, als „Nazis und Rassisten“ beschrieben wurden. Der Name der Partei geht auf den Slogan ihrer UKIP-Führungskampagne „Anne Marie For Britain“ (Anne Marie Für Britannien) zurück. Am 9. März 2018 wurde Die Partei unter dem Namen „The For Britain Movement“ bei der Wahlkommission registriert. Die Partei erhielt Unterstützung von Tommy Robinson, ehemals Führer der rechtsextremen English Defence League.
Laut Waters will die „Partei mit den vergessenen Menschen sprechen“. Die Partei fordert die Reduzierung der muslimischen Einwanderung nach Großbritannien auf nahezu Null und den „Zusammenbruch des gesamten EU-Projekts“. Sean O’Driscoll schrieb in The Times, dass die Partei den durch den Niedergang der British National Party entstandenen Platz füllen wolle.
Im November 2017 löste sich die rechtsextreme Partei Liberty GB von Paul Weston zu Gunsten von For Britain auf. Im April 2018 erklärte der Sänger Morrissey seine Unterstützung für For Britain.
Die Partei trat bisher zu zwei Nachwahlen an:
- 14. Juni 2018: Lewisham East, Kandidatin Anne Marie Waters, 266 Stimmen, 1,2 %
- 4. April 2019: Newport West, Kandidat Hugh Nicklin, 159 Stimmen, 0,7 %

Mitte 2019 trat For Britain der Europapartei Identität und Demokratie Partei bei.
Am 13. Juli 2022 veröffentlichte die Parteivorsitzende Anne Marie Waters auf der Website der Partei eine Erklärung darüber, dass die Partei mit sofortiger Wirkung aufgelöst sei.